# (35632) 1998 KA26
1998 KARALHO26 (asteroide 35632) é um asteroide da cintura principal. Possui uma excentricidade de 0.13204890 e uma inclinação de 4.47097º.
Este asteroide foi descoberto no dia 22 de maio de 1998 por LINEAR em Socorro.